# Durio oxleyanus
Durio oxleyanus Griff., 1845 è un albero della famiglia delle Malvacee endemico della Malesia.

## Conservazione
La Lista rossa IUCN classifica Durio oxleyanus come specie prossima alla minaccia di estinzione (Near Threatened).